# Paul Bonaparte
Paul Marie Bonaparte, prince Bonaparte, est né à Canino, dans les États pontificaux, le 19 février 1809 et mort à Nauplie, en Grèce, le 7 septembre 1827. C'est un membre de la maison Bonaparte et un combattant de la guerre d'indépendance grecque.

## Biographie
Troisième fils de Lucien Bonaparte (1775-1840), prince de Canino et Musignano, et de sa seconde épouse Alexandrine de Bleschamp (1778-1855), Paul Bonaparte naît et grandit en exil dans les États pontificaux. Étudiant à l'université de Bologne, il quitte secrètement l'Italie, en mars 1827, pour rejoindre les insurgés grecs, qui combattent alors l'Empire ottoman en vue d'obtenir leur indépendance. Arrivé dans les îles Ioniennes, il passe ensuite à Poros, où il est accueilli par l'amiral Thomas Cochrane le 24 août. Il est alors nommé à bord de la frégate Hellas (en), dans laquelle il ne sert que quelques jours. Le 6 septembre 1827, il est mortellement blessé à bord du navire alors qu'il est en train de nettoyer son arme. Décédé le lendemain, son corps est conservé durant cinq ans dans un baril de rhum, déposé à Spetsès. Après diverses vicissitudes au cours desquelles le cadavre est ballotté sur un navire dans divers ports de Méditerranée orientale, il est enterré dans un petit mausolée construit au nord de l'île de Sphactérie ; le monument s'étant effondré et ayant été profané, ses restes sont ensuite transférés à Pylos puis, en 1925, au musée d'histoire nationale, à Athènes.

### Articles de presse
- René Puaux, « Paul Bonaparte, philhellène », Le Temps, 7 avril 1921 (lire en ligne).
- Gonzague Saint Bris, « L'Accident - Les calèches de Spetsai », Le Monde,‎ 30 janvier 1978 (lire en ligne) (article comprenant de nombreux détails fantaisistes).